# ژاک میرس
ژاک میرس (فرانسوی: Jacques Mairesse‎; ۲۷ فوریهٔ ۱۹۰۵ – ۱۳ ژوئن ۱۹۴۰) بازیکن فوتبال اهل فرانسه بود.
از باشگاه‌هایی که در آن بازی کرده‌است می‌توان به باشگاه فوتبال استراسبورگ اشاره کرد.
وی همچنین در تیم ملی فوتبال فرانسه بازی کرده‌است.